# Schwanengesang (Film)
Schwanengesang (Originaltitel Swan Song) ist ein Science-Fiction-Film von Benjamin Cleary, der am 17. Dezember 2021 in das Programm von Apple TV+ aufgenommen wurde. In dem Filmdrama lässt sich der von Mahershala Ali gespielte Protagonist klonen, um seiner Familie nach seinem Tod Schmerz und Kummer zu ersparen.

## Handlung
Cameron Turner ist unheilbar krank. Er verschweigt seinen Zustand jedoch gegenüber seiner schwangeren Frau Poppy und ihrem kleinen Sohn Cory und wendet sich an die Arra Labs in Vancouver, wo Dr. Jo Scott und der Psychologe Dalton gemeinsam mit ihrem kleinen Team von menschlichen und androiden Mitarbeitern ihren Klienten eine noch experimentelle aber revolutionäre Behandlung anbieten. Sie klonen diese und statten deren Duplikate mit ihren ganzen Erinnerungen und ihrem Unterbewusstsein aus. Auf diesem Wege versuchen kranke Menschen ihren Liebsten ein Geschenk zu machen und ihnen Trauer und Sorgen zu ersparen, die mit ihrem Tod einhergehen würden. Das Verfahren stellt alle Beteiligten auch vor ethische Herausforderungen. Die tief im Wald gelegene Einrichtung fungiert zugleich als ein Hospiz für die Kunden, die dort ihre letzte Lebenszeit verbringen.
Nachdem man den perfekten und gesunden Klon von Cameron mit all seinen Erinnerungen ausgestattet hat, die bis zu seiner Geburt zurückreichen, wird der Jack genannte Doppelgänger aktiviert. Als ihm klar wird, dass dieser nun seinerstatt bis zu seinem Lebensende glücklich bei „seiner“ Familie leben wird, während er selbst seine letzten Tage in dem Labor verbringen muss, kommen Bedenken in Cameron auf.

## Produktion
Regie führte Benjamin Cleary, der auch das Drehbuch schrieb. Es handelt sich nach den Kurzfilmen Wave und Stutterer um seine erste Regiearbeit bei einem Spielfilm.
Mahershala Ali übernahm die Hauptrolle von Cameron Turner und die seines Klons Jack, Naomie Harris spielt seine Frau Poppy. Die Mitwirkung von Glenn Close wurde im November 2020 bekannt. Sie spielt Dr. Jo Scott, die Leiterin der Arra Labs. Adam Beach spielt ihren Kollegen Dalton. Awkwafina ist in der Rolle von Kate zu sehen.
Die Dreharbeiten fanden im kanadischen Vancouver in British Columbia statt.
Ursprünglich sollten Dustin O’Halloran und Herdís Stefánsdóttir die Filmmusik komponieren. Letztlich wurde Jay Wadley mit dieser Arbeit betraut. Das Soundtrack-Album mit insgesamt 25 Musikstücken soll am 17. Dezember 2021 von Lakeshore Records als Download veröffentlicht werden.
Der Film feierte am 12. November 2021 beim AFI Fest seine Premiere. Kurz zuvor wurde der erste Trailer vorgestellt. Am 17. Dezember 2021 wurde Swan Song in das Programm von AppleTV+ aufgenommen.

## Rezeption

### Kritiken
Von den bei Rotten Tomatoes aufgeführten Kritiken sind bislang 79 Prozent positiv.
Reinhard Kleber vom Filmdienst schreibt, Benjamin Clearys Langfilmdebüt besteche durch eine erstaunlich stilsichere Inszenierung, die trotz des heiklen, schicksalsschweren Themas jeden Anflug von Rührseligkeit oder gar Weinerlichkeit zu meiden versteht. Der Film punktet überdies mit elegant-kühlem Design, starken Bildkompositionen und einer zurückhaltenden, aber wirkungsvollen Filmmusik, die sich nie in den Vordergrund drängt. Dazu kommen smarte Science-Fiction-Objekte, die die Handlung unaufdringlich in der nahen Zukunft verorten. Auch wenn Clearys bemerkenswert reifer Regieeinstand kleine Schönheitsfehler aufweise, so die in der zweiten Hälfte des Films durch die vielen Rückblenden entstehenden Redundanzen, stelle das Near Future-Drama umso dringlicher schwerwiegende moralische und philosophische Fragen, so Kleber: „Welche Opfer ist man bereit zu bringen, um seine Familie zu schonen? […] Was bleibt vom Menschsein, von der Einzigartigkeit des Individuums, wenn ein perfekter Klon einen Menschen offenkundig nahtlos ersetzen kann?“ So liefere der Film reichlich Denkanstöße, unter anderem mit Blick auf Potenziale und Risiken des Transhumanismus.
Valerie Complex von Deadline.com hebt in ihrer Kritik die elektrisierende Leistung von Mahershala Ali hervor. Der zweifache Oscar-Preisträger habe in Swan Song eine tolle Chemie mit sich selbst, und der Zuschauer könne sich in Camerons Lage versetzen und seinen inneren Kampf nachvollziehen. So erzähle Swan Song eine kraftvolle und bewegende Geschichte von den fünf Phasen der Trauer, der Leugnung/Verdrängung, Wut, Verarbeitung/Bewältigung, Depression und letztlich der Akzeptanz, die Cameron durchläuft, während er sich selbst an seinen eigenen Klon verliert.

### Auszeichnungen
Black Reel Awards 2021
- Nominierung als Bester Hauptdarsteller (Mahershala Ali)[13]

British Academy Film Awards 2022
- Nominierung als Bester Hauptdarsteller (Mahershala Ali)

Golden Globe Awards 2022
- Nominierung als Bester Schauspieler (Mahershala Ali)

Irish Film and Television Awards 2022
- Nominierung als Bester Film
- Nominierung für die Beste Regie (Benjamin Cleary)
- Nominierung für das Beste Drehbuch (Benjamin Cleary)
- Nominierung für den Besten Filmschnitt (Nathan Nugent)
- Auszeichnung für den Besten Ton (Steve Fanagan)
- Nominierung für die Besten visuellen Effekte (Ed Bruce und Manuel Martinez)[14][15]